# Mios (Cária)

Localização de Mios na foz do rio Meandro (atual Grande Menderes)

Mios (em grego: Μυούς) foi uma antiga cidade-estado da Cária, e fez parte da Liga Jônia. 

## Mitologia
A região era ocupada inicialmente por cários, e foi conquistada pelos helenos. Esta expedição foi liderada pelos filhos de Codro, o último rei de Atenas, que não quiseram ser governados por Medonte, filho de Codro e coxo, e era composta em sua maior parte de jônios, mas também incluía vários outros povos.
Mios foi fundada por Ciareto, filho de Codro. Segundo Ferecides de Leros, Cidrelo era um filho bastardo de Codro.

## História
Durante a Revolta Jônica, Mios forneceu apenas três navios, do total de 353 trirremes.
Esta foi uma das cidades que Xerxes I deu a Temístocles, para supri-lo com peixes.

## Abandono
A cidade foi abandonada, por causa de um acidente. Havia uma enseada marinha, e nela desaguava o rio Meandro (atual Grande Menderes). O rio, porém, bloqueou a entrada com lama, a água se tornou estagnada, e vários enxames de insetos passaram a proliferar no lago, até que os habitantes foram forçados a abandonar a cidade, e migrar para Mileto.
Quando o geógrafo Pausânias visitou a cidade, ela estava desabitada, e não tinha mais nada além de um templo em mármore branco a Dionísio.